# Войтехово (Псковська область)
Войтехово (рос. Войтехово) — присілок в Себезькому районі Псковської області Російської Федерації.
Населення становить 13 осіб. Входить до складу муніципального утворення Муніципальне утворення Сосновий Бор.

## Історія
Від 2015 року входить до складу муніципального утворення Муніципальне утворення Сосновий Бор.

## Населення
| 2001 | 2002 | 2010 |
| ---- | ---- | ---- |
| 5    | ↗7   | ↗13  |